# 浅黄空
『浅黄空』（あさぎぞら）は、俳人小林一茶の自選句稿。元々は無題で、荻原井泉水により「花春帖」と名付けられたこともあったが、巻頭の「元日や上々吉の浅黄空」から「浅黄空」と呼ばれる。

## 内容
文化期後半から文政期を中心に春の発句530と俳諧歌4首を類題別に収めたもの。筆跡の書風からも一茶最晩年の文政8・9年（1825・1826年）頃に執筆されたものと考えられ、一茶最後の自選句稿とされる。

## 原本
原本は一茶門人の久保田春耕家に伝えられ、一茶ゆかりの里 一茶館で保管、公開されている。現状は「花春帖」の題が付された折本仕立てであるが、本来は冊子状であった。